# Oxborough
Oxborough è un villaggio e parrocchia civile dell'Inghilterra, appartenente alla contea del Norfolk.

## Monumenti e luoghi d'interesse

### Architetture civili
- Oxburgh Hall, casa di campagna della fine del XV secolo appartenuta alla famiglia Bedingfield[1][2][3]